# Roger Coudroy
 (juin 2019).
Roger Coudroy (1935-1968) surnommé As Saleh (Le juste) par des Palestiniens, est un militant nationaliste-révolutionnaire français né en Belgique, membre de Jeune Europe et du Fatah, engagé dans la lutte armée en Palestine. Il meurt lors d'un affrontement avec l'armée israélienne, devenant ainsi le premier Européen mort au combat contre l'État d'Israël.
Il est devenu un martyr et un symbole de la mouvance nationale-révolutionnaire.

## Biographie
Né en Belgique en 1935, il fait des études d'ingénieur et travaille en France. Il se rend au Moyen-Orient, où il va travailler trois ans durant pour différentes entreprises, entre Beyrouth et le Koweït.
Avant de partir pour le Moyen Orient, Roger Coudroy milite au sein de l'organisation nationalistes-révolutionnaires Jeune Europe, dont la ligne est caractérisée par un antiaméricanisme et un antisionisme forts. L'organisation se solidarise en parallèle avec le Nationalisme arabe,. Le dirigeant de Jeune Europe, Jean Thiriart prône le soutien actif à la cause palestinienne. Il annonce le projet de former des Brigades européennes, formées de volontaires, destinées à combattre militairement en Palestine, avant de pouvoir devenir opérationnelles en Europe.
Thiriart s'entretient avec les dirigeants de l'OLP avec lesquels il est en contact, propose l'idée aux baathistes en Irak et au président égyptien Nasser, à qui il rend visite en 1968.
Roger Coudroy s'engage dans le Fatah et prend la tête d'une brigade.
Il meurt dans un affrontement avec Tsahal, le 3 juin 1968. Il est présenté dans sa mouvance comme le premier Européen à être mort dans les rangs palestiniens : l'historien Nicolas Lebourg relève qu'« il n'y a guère d'archives pour étayer le propos, et les récits sont très divergents sur la cause du décès, mais l'Organisation de libération de la Palestine a bien édité en 1969 les écrits du jeune militant [...] »,. La revue de Jeune Europe, La Nation européenne, rendra hommage au « premier européen tombé au champ d’honneur en Palestine, dans le combat contre l’impérialisme américano-sioniste ».
Il laissera un recueil d'articles et de notes : J'ai vécu la résistance palestinienne. Le livre est publié en 1969 à Beyrouth par le Centre de recherches de l'OLP. La préface présente ainsi Coudroy: « Notre camarade Roger Coudroy, né en Belgique, élevé en France, connu parmi ses frères Fedayine sous le nom de As Saleh (Le Juste), fut le premier martyr étranger à trouver la mort à l'issue d'une mission en territoire arabe occupé. C'était au printemps 1968. »
Après sa mort, Gilles Munier crée l'Association européenne Roger-Coudroy. Dans les années 1980, le Parti communautaire national-européen se réclamera de l'héritage de Roger Coudroy.